# 希尔斯特
希尔斯特是德国莱茵兰-普法尔茨州的一个市镇。总面积3.38平方公里，总人口353人，其中男性169人，女性184人（2011年12月31日），人口密度104人/平方公里。